# Мещери (Нижньогородська область)
Мещери (рос. Мещеры) — присілок в Вачському районі Нижньогородської області Російської Федерації.
Населення становить 1 особу. Входить до складу муніципального утворення Новосельська сільрада.

## Історія
Від 2009 року входить до складу муніципального утворення Новосельська сільрада.

## Населення
| 1859 | 1905 | 1926 | 1999 | 2002 | 2010 |
| ---- | ---- | ---- | ---- | ---- | ---- |
| 234  | ↗281 | ↗306 | ↘9   | ↘2   | ↘1   |